# Юность Грома (Коты-Воители)
«Юность Грома» (англ. Thunder Rising) – детский фантастический роман из серии «Коты-Воители», опубликованный 5 ноября 2013 года как вторая книга в цикле «Начало племён».

## Аннотация
Горные коты наконец-то достигли желанных земель, где вдоволь добычи, где им ничто не угрожает и где они в полной мере могут проявить свои способности. Но напряжение между разделившимися переселенцами растёт. Чистое Небо жёстко контролирует свои лесные территории, не позволяя охотиться на них ни бывшим друзьям, ни местным одиночкам. Его брат Серое Крыло, обитающий на пустошах, против таких порядков, он уверен, что все коты должны жить дружно и помогать друг другу.
Молодой кот Гром, сын Чистого Неба и воспитанник Серого Крыла, оказывается в центре борьбы за власть, влияние и территории. Ему предстоит сделать трудный выбор между принципами жизни отца и дяди.

## Сюжет
Гром растет в стае Длинной Тени вместе с котятами Крика Галки и Полёта Ястреба. Серое Крыло ведет котят на охоту, как вдруг появляется беременная Черепаший Хвостик. Кошка говорит, что ушла от Двуногих, так как перестала им доверять. Она по-прежнему влюблена в Серое Крыло. Когда коты идут в лагерь, Треснувший Лёд называет Черепашьего Хвостика «домашней киской», что вызывает возмущение Длинной Тени. Она заставляет кота извиниться, что он и делает, а потом уходит на охоту. Гром хочет пойти с ним, но Серое Крыло говорит, что Треснувшего Льда лучше оставить одного. После нападения собак выясняется, что Гром пошел за Треснувшим Льдом. В лесу они встречают котов Чистого Неба, Лепестка и Листа. Последние настроены враждебно, но когда появляются Падающее Перо и Лунная Тень, конфликт улаживается. Коты слышат собачий лай возле лагеря Длинной Тени, Треснувший Лёд и Гром бегут на звук. Рыжий кот помогает Зубчатому Пику дойти до убежища, после чего последний благодарит его.
После вечерней трапезы Треснувший Лёд обвиняет Длинную Тень в том, что она не позволила Ветерку и Утёснику остаться, а во время нападения собак сидела в лагере. Длинная Тень не находится с ответом и, шипя, уходит к себе в пещеру. Серое Крыло, вопреки убеждениям Треснувшего Льда и остальных котов, не хочет становиться лидером и смещать Длинную Тень.
На следующий день вечерняя перепалка забывается. Позже, во время охоты, Серое Крыло не в первый раз указывает Грому на то, что на пустоши его охотничьи навыки не годятся. Котик обижается и шипит, что Серое Крыло не всегда знает, что правильно для него. Взрослый кот молча уходит в лагерь. Позже Серое Крыло соглашается с Громом, говоря, что действительно пора предоставить Грому больше свободы. Коты не успевают договорить, поскольку у Черепашьего Хвостика начинаются роды.
На свет появляются три котенка Черепашьего Хвостика. Через луну мать дает им имена: Галечник, Воробьиная Песенка и Совиный Глаз. Черепаший Хвостик и Серое Крыло с котятами идут на пустошь, когда коты неожиданно коты встречают Болтушку, которая просит их отвести ее к Длинной Тени. Домашняя кошка хочет присоединиться к стае, но лидер отказывает ей. Ветерок и Утёсник провожают Болтушку.
Ночью в лесу начинается пожар. Серое Крыло поднимает тревогу, и Длинная Тень, Крик Галки, Облачник, Дождевой Цветок, Пёстрая Шёрстка и Гром во главе с Серым Крылом бегут в лес на подмогу Чистому Небу, но сами попадают в огненную ловушку. Когда надежда на спасение, кажется, уже исчезла, появляется Зыбкая Река. Бродяга помогает попавшим в беду котам, указав им путь к спасению. Серое Крыло всё ещё зовет своего брата, и вдруг тот откликается. Чистое Небо со своей группой присоединяется к группе Длинной Тени. Спасённые коты благодарят Реку, а Длинная Тень предлагает ему переночевать в их лагере, но он отказывается.
После пожара Длинная Тень всё своё время проводит с Лунной Тенью, получившим тяжёлые ожоги, и больше не может быть лидером. Она назначает на эту должность Серое Крыло.
За время прибывания на пустоши Чистое Небо и Гром сильно сближаются. Когда приходит время Чистому Небу со своими котами вернуться в лес, Гром уходит вместе с отцом, что очень расстраивает Серое Крыло.
После некоторого времени пребывания в лесу Гром чувствует, что в группе отца ему не рады. Чистое Небо тоже понимает это и решает сам заняться обучением Грома, но у кота плохо получается, и Чистое Небо недоволен этим.
Серое Крыло по-прежнему испытывает проблемы с дыханием, появившиеся после пожара, но скрывает это от своих котов. После очередного приступа Черепаший Хвостик рассказывает об этом всем котам.
Гром, Чистое Небо и Лепесток идут устанавливать новые границы. Неожиданно появляется бродяга Дымка, и Лепесток нападает на неё. Гром хочет помочь кошке, но Чистое Небо говорит, что у Лепестка с Дымкой свои счеты. Когда Дымка повержена, Чистое Небо предлагает ей уйти, но она отказывается, и Чистое Небо убивает её. Позже Гром идёт по лесу и слышит писк. Это котята Дымки. Гром спрашивает, что Чистое Небо собирается сделать с ними. Последний предлагает убить их, но Лепесток забирает котят в лагерь и решает позаботиться о них.
Тем временем в лагерь Длинной Тени прибегают Обгоняющая Ветер и Колючий Утёсник. Обгоняющая Ветер созывает котов на собрание и говорит о чрезмерной жестокости Чистого Неба в его стремлении расширить свою территорию, поскольку она думает, что котят Дымки убил именно он. В это время Галечник говорит Серому Крылу о том, что у него был сон, похожий на пророческий. Котёнок говорит о каком-то ужасе, и Серое Крыло верит ему. Когда группа котов направляется к территории Чистого Неба, чтобы узнать правду о Дымке и её котятах, коты неожиданно встречают умирающую Болтушку. Вдруг появляется Чистое Небо. Коты подозревают его в нападении на Болтушку, кот доказывает обратное, однако не все верят ему. По возвращении в лагерь некоторые коты недовольны тем, что Серое Крыло со своими котами так просто отпустили Чистое Небо. Позже Длинная Тень просит Серое Крыло отойти поговорить с ней наедине и предлагает пригласить Обгоняющую Ветер и Колючего Утёсника присоединиться к их группе. Серое Крыло соглашается, и коты договариваются, что отныне он и Длинная Тень будут лидерами их группы.
Гром охотится для Лепестка, и приносит ей мышь. Кот с удивлением замечает, что Лепесток, самая жестокая кошка, которую он когда-либо знал, очень любит своих приёмных котят. Позже, после разговора с некоторыми котами, недовольными тем, что Чистое Небо постоянно стремится расширить границы, рыжий кот говорит с ним об этом, но когда Чистое Небо спрашивает у остальных котов, согласны ли они с Громом, те молчат. Чистое Небо поручает Грому отвести Инея на край их границы и оставить его там умирать, но Гром отказывается и заявляет, что он вместе с Инеем уходит обратно на пустошь.

## Вдохновение
Авторы серии черпали вдохновение в нескольких природных уголках Соединенного Королевства. Бывшие кошки племени живут в вымышленном лесу, расположенном в Нью-Форесте. Некоторые другие источники вдохновения для этой серии включают работы таких авторов, как Д. Р. Р. Толкина, У. К. Ле Гуин и У. Шекспира.

## Выпуск
В обзоре Books-A-Million «Юность Грома» вошла в список самых продаваемых книг для детей и подростков выпущенных осенью 2013 года.